# Federación Costarricense de Fútbol
Federación Costarricense de Fútbol ordnar med den organiserade fotbollen i Costa Rica, och bildades den 13 juni 1921 av Liga Deportiva Alajuelense, Club Sport Cartaginés, Club Sport Herediano, Club Sport La Libertad, Sociedad Gimnástica Española de San José, Club Sport La Unión de Tres Ríos och Sociedad Gimnástica Limonense för organisera fotbollen i Costa Rica. 1931 centraliserades förbundet, och antog namnet Federación Deportiva de Costa Rica, innan man under 1970-talet blev Federación Costarricense de Fútbol.